# Ernest-Charles Babut
Pour les articles homonymes, voir Babut.
Pour le journaliste, voir Alfred-Ernest Babut.
Ernest-Charles Babut est un historien français, né à Nîmes le 23 mars 1875, et mort au cours de la Première Guerre mondiale, à Bœsinghe (Belgique), sur le canal Ypres-Yser, le 28 février 1916.

## Biographie
Ernest Charles Babut est le cinquième enfant de Charles-Édouard Babut (1835-1916), pasteur protestant de Nîmes pendant 52 ans, et d'Hélène Bonnet.
Élève brillant, après avoir passé son baccalauréat, il poursuit ses études à la faculté de lettres de Montpellier où il obtient sa licence. Il monte ensuite à Paris et prépare au lycée Henri-IV le concours de l'École normale supérieure, où il est admis en 1896 et y côtoie Charles Péguy. Sous la direction de Gabriel Monod il rédige un mémoire sur saint Martin et Sulpice-Sévère. Il obtient son agrégation d'histoire et géographie en 1899 et continue ses études comme membre de l’École française de Rome pendant un an (1899-1900) placée sous la direction de Louis Duchesne depuis 1895. Il va s'entretenir avec lui des origines de l'Église et va se spécialiser dans l'étude du christianisme de l'Antiquité tardive. Il ne demande pas à faire une deuxième année à l'École française de Rome et va en Suisse subir une opération. Revenu à Paris, il est reçu comme pensionnaire à la fondation Thiers. Il y prépare pendant trois ans sa thèse sur le concile de Turin et une thèse complémentaire sur la plus ancienne décrétale Ad Gallos episcopos. Il soutient ces thèses à la Sorbonne en 1904. Puis il enseigne pendant deux ans dans les lycées de Valenciennes et de Laon. Il retourne ensuite dans le Midi pour enseigner à la faculté des lettres de Montpellier.
Il se marie le 2 avril 1907 avec Suzanne Planchon (1887-1978), petite-fille du botaniste Jules Émile Planchon. Suzanne Babut héberge et sauve plusieurs familles juives pendant la Seconde Guerre et est reconnue comme juste en 1976. le couple a deux fils morts jeunes, Bernard et Charles, et deux filles, Antoinette et Laure.
Ernest-Charles Babut prépare un diplôme de l'École pratique des hautes études sous la direction de Ferdinand Lot et Paul Lejay en même temps qu'il assure son enseignement. À la suite de la découverte en 1886 à l'université de Wurtzbourg du manuscrit du Liber apologeticus de Priscillien édité en 1889 par l'historien allemand Georg Schepss (1852-1897), il a choisi de travailler sur le priscillanisme. La découverte de ce texte lui a permis d'étudier cette hérésie ibérique à partir d'un texte du mouvement au lieu des positions de leurs adversaires. Il a montré que ce mouvement avait un message orthodoxe et que Priscillien a été la victime d'une conjuration épiscopale. Il a obtenu le titre d’élève diplômé le 28 juin 1908. Son mémoire sur le priscillanisme est édité en 1909. Il est titulaire de la chaire de professeur d'histoire du christianisme de la faculté des lettres de Montpellier en 1910. 
Il fait paraître dans la Revue d'histoire et de littérature religieuses une série d'articles sur saint Martin de 1910 à 1912, publiée en un livre chez Honoré Champion en 1912. Dans cette étude de saint Martin, il s'est fait le disciple de l'école historienne méthodique de Charles-Victor Langlois (1863-1929) et de Charles Seignobos (1854-1942). Cela lui a valu les sarcasmes de Charles Péguy qui l’appelle ironiquement « son vieux camarade ». Il le stigmatise dans les Cahiers de la Quinzaine L'Argent dans l'article polémiste « Langlois tel qu'on le parle ». Pour Charles Péguy, Ernest Babut a présenté saint Martin comme un marginal de la chrétienté des Gaules alors que pour ce dernier cet homme présenté comme un saint, objet de la vénération universelle, a aussi montré de graves imperfections. Il veut présenter l'homme historique et non rédiger une hagiographie. Charles Péguy combat cette prétention d'une histoire objective faite à partir des seuls documents.
Il a reçu le prix Gobert de l'Académie française en 1916 pour son article L'Adoration des empereurs et les origines de la persécution de Dioclétien publié en 1916 dans la Revue Historique.
Au début de la Première Guerre mondiale il est mobilisé comme sous-lieutenant dans un régiment territorial et sert d'interprète. Tombé gravement malade, il est nommé instructeur dans un dépôt à son retour. Il demande alors à être intégré dans un régiment actif. Il est envoyé dans le 281e régiment d'infanterie le 26 juin 1915. Il rédige des pages pour continuer son article sur la garde impériale et sur le corps d'officiers de l'armée romaine paru dans la Revue historique de 1913 en l'étendant à la période mérovingienne. Ces dernières notes ont paru dans la Revue historique de 1919. Il meurt à la suite de blessures provoquées par un éclat d'obus reçu sur le canal d’Ypres, à Bœsinghe.

## Publications
- « Bibliographie », dans Mélanges de l'école française de Rome, 1920,  38, p. 213-214 (lire en ligne)
- « Les statues équestres du Forum », dans Mélanges d'archéologie et d'histoire de l'École française de Rome, 1900, p. 209-222 (lire en ligne)
- La plus ancienne décrétale thèse présentée à la Faculté des Lettres de l'Université de Paris, Société nouvelle de librairie et d'édition, Paris, 1904 (lire en ligne)
- « Sur trois lignes inédites de Sulpice Sévère », dans Le Moyen Âge, revue d'histoire et de philologie, 1906, p. 205-213 (lire en ligne)
- « L'authenticité des Canons de Sardique », dans Transactions of the IIIrd International Congress of the History of Religions, Clarendon Press, Oxford, 1908, tome 2
- Concile de Turin. Essai sur l'histoire des églises provençales et sur les origines sur les origines de la monarchie ecclésiastique romaine (417-450), Alphonse Picard et fils éditeurs, Paris, 1904 (lire en ligne), réimpression Librairie ancienne Honoré Champion, Paris, 1910
- Priscillien et la priscillianisme, Honoré Champion éditeur (Bibliothèque de l'École des Hautes-Études, Section des sciences historiques et philosophiques, fascicule 169), Paris, 1909
- « Évêque du dehors », dans NuméroRevue critique d'histoire et de littérature, 1909, p. 362-364 (lire en ligne)
- « Les origines de l'université de Montpellier (1200-1400) », dans Conférences sur l'histoire de Montpellier, Montpellier, 1912
- « Saint Martin de Tours », Librairie Honoré Champion, Paris, 1912 compte-rendu par René Aigrain, dans Revue d'histoire de l'Église de France, 1921, tome 7, no 36, p. 278-284
- « Note sur un manuscrit de Sulpice Sévère », dans The book of Armagh, Dublin, 1913, p. 267-275

### Revue Historique
- « Une journée au district des Cordeliers, le 22 janvier 1790 », janvier-avril 1903, 28e année, tome 81, p. 279-300 (lire en ligne)
- « La date du concile de Turin et le développement de l'autorité pontificale au Ve siècle. Réponse à Mgr Duchesne et à M. Pfister », mai-août 1905, 30e année, tome 88, p. 57-82 (lire en ligne), « Un dernier mot sur le concile de Turin en 417 », p. 324-326 (lire en ligne)
- « Gorthonicus et le Celtique en Gaule au début du Ve siècle », mai-août 1910, 35e année, tome 104, p. 287-292 (lire en ligne)
- « Quelques observations à propos de l'article de M. de Genouillac sur la cité de Lagash », septembre-décembre 1911, 36e année, tome 108, p. 49-52 (lire en ligne), H. de Genouillac, « Observations à propos de quelques opérations d'arithmétique de M. E. Babut », p. 53-54
- « Recherches sur la garde impériale et sur le corps d'officiers de l'armée romaine aux IVe et Ve siècles », septembre-décembre 1913, 38e année, tome 114, p. 225-260 (lire en ligne), mai-août 1914, 39e année, tome 116, p. 225-293 (lire en ligne)
- « L'adoration des empereurs et les origines de la persécution de Dioclétien », septembre-décembre 1916, tome 123,  p. 225-252 (lire en ligne)
- « Recherches sur l'administration mérovingienne », mai-août 1919, 44e année, tome 131, p. 265-266 (lire en ligne)

### Annales du Midi
- « Paulin de Nole, Sulpice Sévère, saint Martin. Recherches de chronologie », 1908, tome 20, no 77, p. 18-44 (lire en ligne)
- « Prémillac », 1908, tome 20, no 80, p. 457-468 (lire en ligne)
- « Bérenger, comte de substantion (ou de Mauguio) en 898 », 1914, tome 26, no 102, p. 226-228 (lire en ligne)

### Revue d'histoire et de littérature religieuses
- « Paulin de Nole et Priscillien », 1910, p. 97-130 (lire en ligne), p. 252-275 (lire en ligne)
- « Remarques sur les deux lettres de Pline et de Trajan relatives aux chrétiens de Bithynie », 1910, p. 289-305 (lire en ligne)
- « Saint Martin de Tours », 1910, tome 1, p. 466-487, p. 513-541, 1911, tome 2, p. 44-78, p. 160-182, p. 255-275, p. 431-463,  p. 531-543, 1912, tome 3, p. 120-159, p. 249-278, p. 289-329
- avec Alfred Loisy, « Le proconsul Gallion et saint Paul », 1911, tome 2, p. 139-142 (lire en ligne)
- « Saint Julien de Brioude », 1914, tome 5, p. 97-116 (lire en ligne)

## Distinctions
- Chevalier de la Légion d'honneur à titre militaire en 1916